# Agustí Asensio
Agustí Asensio i Saurí, que firmó en ocasiones simplemente como Asen, fue un historietista e ilustrador catalán (Cardedeu, 25 de abril de 1949- 1 de agosto de 1994).

## Biografía
Agustí Asensió inició su carrera profesional como animador en el El mago de los sueños (1966).
Creó luego sus propias series de historietas para la editorial Bruguera antes de dedicarse al mundo de la ilustración infantil.

## Obra
| Años | Título                       | Tipo                 | Publicación |
| ---- | ---------------------------- | -------------------- | ----------- |
| 1968 | Nicasso, pintor moderno      | Serie de historietas | El DDT      |
| 1971 | Tarzán 1990                  | Serie de historietas | Din Dan     |
| 1971 | La Traviesa Filo             | Serial               | Punto       |
| 1986 | Nana Bunilda come pesadillas | Ilustración infantil | Madrid: S.M |